# Поселення Кальміуської паланки

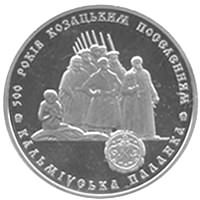
Монета України «500 років козацьким поселенням. Кальміуська паланка»

Поселення Кальміуської паланки — перелік історичних поселень, що існували на території Кальміуської паланки Війська Запорозького низового.
Кальміуська паланка як територіальна одиниця Війська Запорозького низового існувала у період Нової Січі у 1739—1775 рр., але вже починаючи з XVII ст. запорожці почали господарську діяльність у північно-східному Причорномор'ї, в тому числі створюючи зимівники.
Багато з цих поселень перетворилися на села та існують досі.

## Загальні дані
Станом на кінець XVIII ст. територія паланки налічувала 61 зимівник (1775 р.), де проживали 674 козака (1762 р.)
У паланці було відомо два села:
- Ясенувате (сучасне селище Ясинівка Донецької області)
- Макарове (сучасне село Макарове Станично-Луганського району Луганської області)[1][2]

## Перелік відомих поселень
| Тип      | Історична назва                                                               | Сучасна місцевість                                                             | Область          | Опис |
| -------- | ----------------------------------------------------------------------------- | ------------------------------------------------------------------------------ | ---------------- | --- |
| місто    | Домаха                                                                        | м. Маріуполь                                                                   | Донецька         | |
| село     | Ясенувате                                                                     | село Ясинівка                                                                  | Донецька         | |
| село     | Макарів Яр на Донці                                                           | село Макарів Яр                                                                | Луганська        | |
| зимівник | Кам'яний Брід на річці Лугані                                                 | м. Луганськ (у межах Кам'янобрідського району) — див. Кам'яний Брід (Луганськ) | Луганська        | Давнє запорозьке займище, старожитня козацька місцевість. Згадки про зимівники у цій місцевості є від 1740 по 1750 рік. |
| зимівник | Зимівник козака Вергуна на річці Лугані                                       | м. Луганськ (селище Вергунка Жовтневого району)                                | Луганська        | Ця місцевість від давніх часів відома запорозькому товариству. Згадку про козака Семена Вергуна маємо в «Історії запорозьких козаків» Дмитра Яворницького. 1688 року цей козак доправив до Війська Запорозького Низового листа гетьмана Івана Мазепи, а також тисячу червінців у дарунок від нього, які передано кошовому отаману Григорію Сагайдачному. |
| зимівник | Маєтність Веселенька біля місця впадіння до Донця річки Лугані                | м. Луганськ (селище Веселеньке Жовтневого району)                              | Луганська        | В 1707 році значиться в числі заселених місцевостей запорозького козацтва. |
| зимівник | Красний Яр на Донці                                                           | м. Луганськ (селище Красний Яр Жовтневого району)                              | Луганська        | |
| зимівник | Холодів Яр та Суха Балка біля місця впадіння до Донця річки Луганчика         | с. Піонерське Станично-Луганського району (колись — с. Суходіл)                | Луганська        | Є згадки про ці зимівники від 1704 року. |
| зимівник | Макарів Яр на Донці                                                           | с. Пархоменко Краснодонського району                                           | Луганська        | Ця місцевість з давніх часів була улюбленим кутком і приємним сховищем для запорозького козацтва. 1738 року тут оселився зимівником абшитований січовик Макар Безродний. |
| зимівник | Скелюватий Яр і Тертишний Байрак                                              | с. Пархоменко Краснодонського району (поблизу села)                            | Луганська        | У 1690 та 1700 роках козаки цих зимівників постачали до Бахмутської фортеці на продаж велику кількість худоби, збіжжя та інших харчів. |
| зимівник | Балки Кружилка, Довга, Морозова, Крута над Донцем                             | с. Кружилівка Краснодонського району (колись — с. Новобожедарівка)             | Луганська        | Старовинна запорозька маєтність. |
| зимівник | Підгірне (Підгорине) урочище на Донці                                         | сел. Слов'яносербськ (колись — село Підгірне)                                  | Луганська        | Про наявність зимівників запорозьких козаків у цій місцевості є згадки від 1740 року. |
| зимівник | Нижнє на Дінці                                                                | с. Нижнє Попаснянського району                                                 | Луганська        | |
| слобода  | Лисичий Байрак                                                                | м. Лисичанськ (нині р-н міської ради)                                          | Луганська        | |
| слобода  | Білинка                                                                       | м. Лисичанськ (нині р-н кол. з-да «Лиссода»                                    | Луганська        | |
| слобода  | Лобовка                                                                       | м. Лисичанськ (нині р-н ст. Лисичанськ)                                        | Луганська        | |
| слобода  | Пущурівка                                                                     | м. Лисичанськ (нині р-н з-да «Пролетарій»)                                     | Луганська        | |
| зимівник | Займище Асесорське на Донці                                                   | м. Привілля                                                                    | Луганська        | Згадується від 1695 року. |
| зимівник | Білогорівка                                                                   | сел. Білогорівка Попаснянського району                                         | Луганська        | |
| зимівник | Черкаський Брід на річці Лугані                                               | м. Зимогір'я Слов'яносербського району (колись — с. Черкаське)                 | Луганська        | Згадується від 1645 року. |
| зимівник | Хороший Яр на річці Лугані                                                    | с. Хороше Слов'яносербського району                                            | Луганська        | Найдавніше запорозьке займище, старожитня козацька маєтність. |
| зимівник | Черкаський Брід на річці Луганчику                                            | с. Новоганнівка Краснодонського району                                         | Луганська        | |
| зимівник | Шовковий Протік на річці Луганчику                                            | с. Шовкова Протока Лутугинського району                                        | Луганська        | Урочище Шовковий Протік із давніх часів було найулюбленішим кутком запорозького козацтва. У 1680 році тут сиділо зимівниками кілька абшитованих військових старшин із родинами. 1707 року Шовковий Протік також згадується в числі поселень запорозьких козаків. |
| зимівник | Займище Біле                                                                  | сел. Біле Лутугинського району                                                 | Луганська        | Згадується від 1705 року. |
| зимівник | Зимівник запорожця Харка на річці Білій                                       | с. Михайлівка Перевальського району                                            | Луганська        | |
| зимівник | Петрів Яр та Прокопів Яр                                                      | с. Михайлівка Перевальського району (між сс. Петрівкою та Михайлівкою)         | Луганська        | |
| зимівник | Займище Ломова                                                                | сел. Ганнівка поблизу станції Ломуватки та с. Оленівки Перевальського району   | Луганська        | Давнє запорозьке займище, старожитня козацька маєтність. |
| зимівник | Кам'яний Яр та Гриценків Протік                                               | м. Брянка                                                                      | Луганська        | Згадується в числі населених маєтностей запорозького козацтва у 1696—1707 роках. Абшитовані запорожці, що мали тут зимівники, з успіхом займалися тваринництвом і хліборобством, а надлишки плодів своєї праці з великою вигодою для себе доправляли до Бахмутської фортеці. |
| зимівник | Урочище Боброве біля річки Нижньої Біленької, Балка Кругла та Балка Довгенька | с. Іванівка Антрацитівського району                                            | Луганська        | Старожитня запорозька маєтність. |
| зимівник | Глибокий Яр і Мечетна Балка на річці Міущику                                  | сел. Красний Кут Антрацитівського району                                       | Луганська        | Ця місцевість із давніх-давен відома та знайома запорозькому козацтву. Тут мав зимівник абшитований запорозький Військовий старшина Петро Довгаль. |
| зимівник | Поповий Яр і Чорнухин Байрак                                                  | сел. Чорнухине Попаснянського району                                           | Луганська        | Ця місцевість добре знайома запорозькому товариству. У 1600—1700 роках через неї пролягав козацький шлях із Січі на Дон і Кагальник. На початку XVII сторіччя запорожці влаштували там одну з головних попутних станцій з великими запасами харчів, зброї та інших припасів. Подорожні козаки мали можливість відпочити, запастися харчами та поживою для своїх коней. Для релігійних обрядів, за наказом Січі, там була похідна ікона святителя Христова Миколи Чудотворця, при якій утримували священика для молитов і пісень. |
| зимівник | Залізний Яр біля Донця                                                        |                                                                                | Луганська        | точно невідомо, де саме знаходився цей зимівник |
| зимівник | Залізна балка на Кривому Торці                                                | сел. Новгородське Донецької області (біля селища)                              | Донецька         | |
| зимівник | Лозовий яр на Терсі                                                           |                                                                                | Дніпропетровська | |
| зимівник | Широкий яр на Кам'янці                                                        |                                                                                | Дніпропетровська | |
| зимівник | Холодна балка                                                                 |                                                                                |                  | |
| зимівник | у Кам'яній Ярузі                                                              |                                                                                |                  | |
| зимівник | Чорнухин яр                                                                   |                                                                                |                  | |
| зимівник | Шовковий яр                                                                   |                                                                                |                  | |
| зимівник | Государев яр                                                                  |                                                                                |                  | |
| зимівник | Зайцева балка над Азовським морем                                             |                                                                                | Донецька         | |
| зимівник | Клепова балка над Кальцем                                                     |                                                                                | Донецька         | |
| зимівник | на річці Дубовій                                                              |                                                                                | Дніпропетровська | Дубова Балка біля річки Вовчої |
| зимівник | на Білосарайському лимані                                                     |                                                                                | Донецька         | |
| зимівник | на річці Берді                                                                |                                                                                | Донецька         | |
| зимівник | Світувата балка                                                               |                                                                                |                  | |
|          | Таганрог                                                                      | м. Таганрог                                                                    | Ростовська       | |
|          | слобода Матвіївка                                                             | м. Павлоград                                                                   | Дніпропетровська | |
| зимівник | Жеребець                                                                      | с. Кірове (Оріхівський район)                                                  | Запорізька       | |
| зимівник | слобода Кінська                                                               | с. Кінські Роздори (Пологівський район)                                        | Запорізька       | |
|          | Покровське                                                                    | с. Покровське (Некліновський район)                                            | Ростовська       | |